# Suhi II.
Suhi II. war ein neo-hethitischer König von Karkemiš, der im 10. Jahrhundert v. Chr. regierte. Er ist aus fünf Inschriften bekannt, von denen jedoch nur eine substanzielle Informationen zu seiner Regierungszeit liefert. Karkemiš war ein Stadtstaat im Süden der heutigen Türkei, nahe der syrischen Grenze. Nach dem Fall des Hethiterreiches um 1200 v. Chr. entstanden diverse kleinere Nachfolgestaaten. Karkemiš war einer der bedeutendsten von ihnen. Suhi II. war der Sohn und Nachfolger des wenig bezeugten Königs Astuwalamanza. Anhand der Inschriften können verschiedene nacheinander regierende Herrscherfamilien unterschieden werden. Suhi II. gehörte der Suhi-Dynastie an, deren Gründer Suhi I., sein Großvater, war.
Eine Inschrift aus Karkemiš besteht aus sechs Zeilen in Luwischer Sprache und Schrift und befindet sich auf einem Orthostaten aus Kalkstein, der einst Teil einer langen, dekorierten Wand darstellte. Unter der Inschrift sind sechs Köpfe erhalten. Dahinter folgen 16 Hände sowie ein Guillocheband. Der Block befindet sich heute im Museum für anatolische Zivilisationen. Es handelt sich um eine Bauinschrift, die aber auch historisch wichtige Informationen liefert. Die Inschrift war dem Wettergott Tarhunza geweiht. Suhi II. berichtet von der Zerstörung der Stadt Alatahana und erwähnt auch die Stadt Hazauna. Beide Orte sind sonst nicht bezeugt. In der Inschrift wird auch die Gemahlin von Suhi II. mit Namen Wasuti (Transkription: BONUS-ti) erwähnt. Des Weiteren wird sein Sohn Halpasulupi genannt. Eine weitere Inschrift des Herrschers ist ihr gewidmet: Ich Wasuti, die Frau des Landesherrn Suhi. Wo immer mein Ehemann seinen Namen ehrt, soll er auch meine in seiner Güte ehren. Der Text befindet sich auch auf einer Orthostatenplatte, die zudem eine nackte Göttin zeigt.
Eine dritte Inschrift, die in Kelekli gefunden wurde, erwähnt eine geplante Heirat zwischen Suhis Tochter und einem König mit Namen Tudhaliya, der aus keinen weiteren Quellen bekannt ist. Eine Inschrift seines Sohnes und Nachfolgers Katuwa benennt Suhi explizit als dessen Vater.